# Frances (Film)
Frances ist ein Film des australischen Regisseurs Graeme Clifford, gedreht im Jahr 1982 und erzählt die Lebensgeschichte der amerikanischen Schauspielerin Frances Farmer.

## Handlung
Aus der Sicht des Reporters Harry York wird die tragische Geschichte der talentierten Schauspielerin Frances Farmer erzählt. Der Film beginnt mit der Weltwirtschaftskrise und der jungen Schauspielerin, die von ihrer Mutter zum Hollywoodstar geformt wird, sich dagegen jedoch wehrt, um ihren eigenen Weg zu finden. Es ist nicht nur die tragische Lebensgeschichte des Stars Frances Farmer, die letztlich mit der Einweisung in psychiatrische Kliniken endet, sondern auch die schwierige Mutter-Tochter-Geschichte, die den Ehrgeiz über das Mitgefühl setzt. Mit diesem Film gelang der Schauspielerin Jessica Lange der Durchbruch.

## Kritiken
- Lexikon des internationalen Films: Eine anspruchsvolle Studie,[…] Sorgfältig inszeniert; beeindruckend vor allem die Leistung der Hauptdarstellerin.[1]

- Prisma: Ein beeindruckend gespieltes Portrait der Hollywood-Schauspielerin Frances Farmer. Graeme Clifford gelang eine brillante Studie zwischen Ruhm und Abhängigkeit.[2]

## Auszeichnungen
Jessica Lange als Frances Farmer und Kim Stanley als ihre Mutter erhielten beide eine Oscar- und eine Golden-Globe-Nominierung 1983.